# Chhean Vam
Chhean Vam (tiếng Khmer: ឈាន វ៉ម; 19 tháng 4 năm 1916 – 16 tháng 1 năm 2000) là chính khách và nhà dân tộc chủ nghĩa Campuchia. Ông giữ chức Thủ tướng Campuchia từ tháng 2 đến tháng 8 năm 1948. Ông còn là người đồng sáng lập Đảng Dân chủ vào năm 1946.